# Joseph Turney
Joseph Turney (* 19. März 1825 in Neuengland; † 29. Juli 1892 in Cleveland, Ohio) war ein US-amerikanischer Politiker (Republikanische Partei). Er war von 1880 bis 1884 Treasurer of State von Ohio.

## Werdegang
Joseph Turney wurde 1825 in Neuengland geboren. Die Familie Turney zog 1834 nach Cleveland (Ohio). Die Folgejahre waren von der Wirtschaftskrise von 1837, dem Mexikanisch-Amerikanischen Krieg und dem Bürgerkrieg überschattet. Während dieser Zeit war er zuerst als Schmied tätig und später im Eisenbahn- und Bankwesen. Turney wurde 1865 zum Treasurer im Cuyahoga County gewählt und 1867 wiedergewählt. Er wurde 1879 zum Treasurer of State von Ohio gewählt und 1881 wiedergewählt. Während dieser Zeit lebte er in Columbus (Ohio). Nach dem Ende seiner Amtszeit als Treasurer of State kehrte er nach Cleveland zurück, wo er mehrere Jahre später starb.